# Steven Gardiner
Steven Gardiner (ur. 12 września 1995) – bahamski lekkoatleta specjalizujący się w biegach sprinterskich.
Srebrny i brązowy medalista CARIFTA Games w Fort-de-France (2014). W tym samym roku startował na mistrzostwach świata juniorów w Eugene, podczas których dotarł do półfinału biegu na 200 metrów, a wraz z kolegami ze sztafety 4 × 400 metrów, zajął 6. miejsce. W 2015 sięgnął po srebro IAAF World Relays. Brązowy medalista olimpijski w sztafecie 4 × 400 metrów z Rio de Janeiro (2016). Rok później zdobył złoto IAAF World Relays w sztafecie mieszanej 4 × 400 metrów. Srebrny medalista mistrzostw świata w Londynie (2017) w biegu na 400 metrów. W 2019 zdobył w Dosze mistrzostwo świata na dystansie 400 metrów. W 2021 zdobył w Tokio złoty medal igrzysk olimpijskich.
Złoty medalista mistrzostw Bahamów.

## Osiągnięcia
| Rok  | Impreza                     | Miejsce        | Konkurencja                        | Lokata               | Wynik           |
| ---- | --------------------------- | -------------- | ---------------------------------- | -------------------- | --------------- |
| 2014 | CARIFTA Games               | Fort-de-France | bieg na 200 metrów                 | 4. miejsce           | 20,87           |
| 2014 | CARIFTA Games               | Fort-de-France | sztafeta 4 × 100 metrów            | 2. miejsce           | 40,35           |
| 2014 | CARIFTA Games               | Fort-de-France | sztafeta 4 × 400 metrów            | 3. miejsce           | 3:11,32         |
| 2014 | Mistrzostwa świata juniorów | Eugene         | bieg na 200 metrów                 | półfinał             | 20,89           |
| 2014 | Mistrzostwa świata juniorów | Eugene         | sztafeta 4 × 400 metrów            | 6. miejsce           | 3:08,08         |
| 2015 | IAAF World Relays           | Nassau         | sztafeta 4 × 400 metrów            | 2. miejsce           | 2:58,91         |
| 2015 | Mistrzostwa świata          | Pekin          | bieg na 400 metrów                 | półfinał             | 44,98           |
| 2016 | Igrzyska olimpijskie        | Rio de Janeiro | bieg na 400 metrów                 | półfinał             | 44,72           |
| 2016 | Igrzyska olimpijskie        | Rio de Janeiro | sztafeta 4 × 400 metrów            | 3. miejsce           | 2:58,49         |
| 2017 | IAAF World Relays           | Nassau         | sztafeta 4 × 400 metrów            | 5. miejsce {Finał B) | 3:08,29 (elim.) |
| 2017 | IAAF World Relays           | Nassau         | sztafeta 4 × 400 metrów (mieszana) | 1. miejsce           | 3:14,42         |
| 2017 | Mistrzostwa świata          | Londyn         | bieg na 400 metrów                 | 2. miejsce           | 44,41           |
| 2019 | Mistrzostwa świata          | Doha           | bieg na 400 metrów                 | 1. miejsce           | 43,48           |
| 2021 | Igrzyska olimpijskie        | Tokio          | bieg na 400 metrów                 | 1. miejsce           | 43,85           |
| 2023 | Mistrzostwa świata          | Budapeszt      | bieg na 400 metrów                 | półfinał             | DNF             |
| 2024 | World Athletics Relays      | Nassau         | sztafeta 4 × 400 metrów (mieszana) | repasaże             | 3:12,81         |
| 2024 | Igrzyska olimpijskie        | Paryż          | bieg na 400 metrów                 | eliminacje           | DNS             |

## Rekordy życiowe
- Bieg na 200 metrów – 19,75 (7 kwietnia 2018, Coral Gables) rekord Bahamów
- Bieg na 300 metrów – 31,52 (12 maja 2022, Ponce) rekord Bahamów
- Bieg na 400 metrów – 43,48 (4 października 2019, Doha) rekord Bahamów, 6. wynik w historii światowej lekkoatletyki

5 maja 2024 w Nassau Gardiner biegł na pierwszej zmianie bahamskiej sztafety mieszanej 4 × 400 metrów, która wynikiem 3:12,81 ustanowiła aktualny rekord kraju w tej konkurencji.